# Reggie Hanson
Reginald Leonard Hanson, detto Reggie (Charlotte, 6 ottobre 1968), è un ex cestista, allenatore di pallacanestro e dirigente sportivo statunitense, professionista nella NBA e in Giappone.